# 上月町
上月町（こうづきちょう）は、かつて兵庫県の中西部に位置し岡山県と境を接した町。佐用郡に属した。
2005年10月1日、佐用町・南光町・三日月町と合併し新たに佐用町となったため消滅した。

## 地理
- 千種川

### 隣接していた自治体
- 上郡町、佐用町、南光町
- 岡山県備前市、美作市

## 歴史
古代の播磨国佐用郡の地。
- 1955年（昭和30年）3月25日 - 西庄村と幕山村が合併して上月町となる。
- 1958年（昭和33年）6月15日 - 上月町と久崎町とが合併して、新たに上月町となる。
- 2005年（平成17年）10月1日 - 佐用郡佐用町、南光町、三日月町と合併し、新たに佐用町となり消滅。

昭和期における合併問題において、兵庫県が示した合併計画案では久崎町・西庄村・幕山村の3町村による合併が予定されていたが、幕山村は佐用町・江川村との合併も考えられるとの付記も記されていた。幕山村では久崎町案と佐用町案との支持が相半ばしたが県の合併方針が適正不動であると認め村議会は久崎町案を進めることとした。しかし久崎町では分町問題（赤松村 (兵庫県)#沿革も参照）をめぐって町内の意見がまとまらなかったために、3町村での合併を前提に先に西庄村・幕山村2村での合併を進めることとなった。新町名として、西庄村域にある上月城が小学校教科書、小説等に掲載され「上月」の呼称が広く知られていたことから採用することとした。久崎町は1957年（昭和32年）2月の町議会で改めて分町を認めない方針を確認、最終的には分町派も県の調停を受け入れたため分町せずに上月町に合流することとなった。

### 上月城
14世紀、上月次郎景盛が築いたと伝えられる。領主は上月氏の後、赤松氏を経て尼子氏。
16世紀、山中幸盛の擁する尼子勝久が織田軍と敵対する毛利軍に攻められて自刃し、尼子氏は滅亡。
現在の城址には土塁と曲輪跡が残る。

## 行政
- 上月町長 中川孝之

## 経済

### 産業
第1次産業 409人(15.5%)
第2次産業 924人(35.0%)
第3次産業 1,306人(49.5%)

### 人口

#### 人口推移
緑色で示したものが、旧上月町及び上月町の人口
また、青色を加えたものが現在（佐用町等との合併による消滅直前）の町域の人口
括弧内の数字は合併前の上月町の人口
（なお、人口は国勢調査による各年10月1日時点のものである）
＜参考 - #歴史＞
| 1950年（昭和25年） | 11,087           |
| 1955年（昭和30年） | 10,257 （6,065） |
| 1960年（昭和35年） | 9,252            |
| 1965年（昭和40年） | 7,987            |
| 1970年（昭和45年） | 7,155            |
| 1975年（昭和50年） | 6,800            |
| 1980年（昭和55年） | 6,410            |
| 1985年（昭和60年） | 6,223            |
| 1990年（平成2年）  | 6,006            |
| 1995年（平成7年）  | 5,831            |
| 2000年（平成12年） | 5,606            |
| 2005年（平成17年） | 5,225            |

### 教育
- 佐用町立久崎小学校
- 佐用町立上月小学校
- 佐用町立幕山小学校
- 佐用町立上月中学校

## 交通

### 鉄道路線
- 西日本旅客鉄道
  - 姫新線
    - 上月駅
- 智頭急行
  - 智頭線
    - 久崎駅

- 中心となる駅：上月駅

### 道路
- 高速道路
  - 旧町内を中国縦貫自動車道が通過しているが、ICは設置されていない。
- 国道
  - 国道179号
  - 国道373号
- 都道府県道
  - 兵庫県道124号宮原力万線
  - 兵庫県道365号上福原佐用線
  - 兵庫県道368号吉永下徳久線

## 名所・旧跡・観光スポット・祭事・催事
- 太平山上月城跡
- 花しょうぶ園
- 笹ケ丘公園・笹ケ丘荘（町営宿泊施設）
- 飛龍の滝
- 天文台公園事務局
- ホタル観賞（5月下旬〜6月末 町内の河川にて）
- フードショップ山田